# توماس كوكس
توماس كوكس (بالإنجليزية: Thomas Cox)‏ (و. 1787 – 1844 م) هو سياسي من الولايات المتحدة الأمريكية .